# Ukraines Nationalgarde
Ukraines Nationalgarde (ukrainsk: Національна гвардія України, tr. Natsionalna gvardija Ukraini) er en ukrainskmilitær reservestyrke. 

## Historie
Ukraines Nationalgarde blev grundlagt i 1991. Nationalgarden eksisterede frem til 2000, hvor garden blev opløst 11. januar 2000 som led i besparelser foretaget af den daværende præsident Leonid Kutjma.
Nationalgarden blev genskabt i overensstemmelse med loven "про фінансування Національної Гвардії" (dansk: Om finansiering af Nationalgarden) vedtaget 12. marts 2014 (lovforslaget bliver oprindeligt fremlagt for det ukrainske parlament den 11. marts). Genetablering fandt sted på baggrund af den russiske indgriben på Krim-halvøen. Nationalgarde er underlagt indenrigsministeriet.